# Waterboro
Waterboro ist eine Town im York County im US-Bundesstaat Maine. Im Jahr 2020 lebten dort 7936 Einwohner in 3710 Haushalten, auf einer Fläche von 148,04 km².

## Geographie
Nach dem United States Census Bureau hat Waterboro eine Gesamtfläche von 148,04 km², von der 143,30 km² Land sind und 4,74 km² aus Gewässern bestehen.

### Geographische Lage
Waterboro liegt zentral im York County. Im Norden grenzt der Lake Arrowhead an und zentral liegt der Little Ossipee Pond. Weitere kleinere Seen befinden sich an der westlichen und nördlichen Grenze der Town. Die Oberfläche ist eher eben, die höchste Erhebung ist mit 312 m der Ossipee Hill.

### Nachbargemeinden
Alle Entfernungen sind als Luftlinien zwischen den offiziellen Koordinaten der Orte aus der Volkszählung 2010 angegeben.
- Norden: Limerick, 9,7 km
- Nordosten: Limington, 15,5 km
- Osten:Hollis, 10,2 km
- Südosten: Lyman, 13,9 km
- Süden: Alfred, 14,4 km
- Westen: Shapleigh 9,8 km
- Nordwesten: Newfield, 13,1 km

### Stadtgliederung
In Waterboro gibt es mehrere Siedlungsgebiete: East Waterboro, North Waterboro, Ossipee Mills, South Waterboro, Waterboro und Waterboro Center.

### Klima
Die mittlere Durchschnittstemperatur in Waterboro liegt zwischen −6,1 °C (21 °F) im Januar und 20,6 °C (69 °F) im Juli. Damit ist der Ort gegenüber dem langjährigen Mittel der USA um etwa 9 Grad kühler. Die Schneefälle zwischen Oktober und Mai liegen mit bis zu zweieinhalb Metern mehr als doppelt so hoch wie die mittlere Schneehöhe in den USA; die tägliche Sonnenscheindauer liegt am unteren Rand des Wertespektrums der USA.

## Geschichte
Das Gebiet der Town Waterboro wurde ab 1744 besiedelt. Zunächst war das Gebiet als Massabesic Plantation bekannt. Der erste Siedler, John Smith aus Kittery erreichte das Gebiet am 12. Dezember 1744. Von 1768 bis zu seinem Tod lebte er in Waterboro. In seinem Haus fand die erste Versammlung der Town im Jahr 1787 statt. Bis zu seinem Tod engagierte er sich in der Verwaltung der Town. Am 6. März 1787 wurde das Gebiet als Town unter dem Namen Waterborough organisiert. Der Name wurde 1895 in Waterboro geändert. Der Court of General sessions wurde im Jahr 1790 nach Waterborough verlegt und im Jahr 1805 nach Alfred.
An Alfred wurde 1847 Land abgegeben und an Shapleigh 1854.

### Einwohnerentwicklung
| Volkszählungsergebnisse – Town of Waterboro, Maine | Volkszählungsergebnisse – Town of Waterboro, Maine | Volkszählungsergebnisse – Town of Waterboro, Maine | Volkszählungsergebnisse – Town of Waterboro, Maine | Volkszählungsergebnisse – Town of Waterboro, Maine | Volkszählungsergebnisse – Town of Waterboro, Maine | Volkszählungsergebnisse – Town of Waterboro, Maine | Volkszählungsergebnisse – Town of Waterboro, Maine | Volkszählungsergebnisse – Town of Waterboro, Maine | Volkszählungsergebnisse – Town of Waterboro, Maine | Volkszählungsergebnisse – Town of Waterboro, Maine |
| Jahr                                               | 1700                                               | 1710                                               | 1720                                               | 1730                                               | 1740                                               | 1750                                               | 1760                                               | 1770                                               | 1780                                               | 1790                                               |
| -------------------------------------------------- | -------------------------------------------------- | -------------------------------------------------- | -------------------------------------------------- | -------------------------------------------------- | -------------------------------------------------- | -------------------------------------------------- | -------------------------------------------------- | -------------------------------------------------- | -------------------------------------------------- | -------------------------------------------------- |
| Einwohner                                          |                                                    |                                                    |                                                    |                                                    |                                                    |                                                    |                                                    |                                                    |                                                    | 971                                                |
| Jahr                                               | 1800                                               | 1810                                               | 1820                                               | 1830                                               | 1840                                               | 1850                                               | 1860                                               | 1870                                               | 1880                                               | 1890                                               |
| Einwohner                                          | 1253                                               | 1395                                               | 1762                                               | 1814                                               | 1944                                               | 1989                                               | 1824                                               | 1548                                               | 1482                                               | 1357                                               |
| Jahr                                               | 1900                                               | 1910                                               | 1920                                               | 1930                                               | 1940                                               | 1950                                               | 1960                                               | 1970                                               | 1980                                               | 1990                                               |
| Einwohner                                          | 1169                                               | 997                                                | 942                                                | 914                                                | 947                                                | 1071                                               | 1059                                               | 1208                                               | 2943                                               | 4510                                               |
| Jahr                                               | 2000                                               | 2010                                               | 2020                                               | 2030                                               | 2040                                               | 2050                                               | 2060                                               | 2070                                               | 2080                                               | 2090                                               |
| Einwohner                                          | 6214                                               | 7693                                               | 7936                                               |                                                    |                                                    |                                                    |                                                    |                                                    |                                                    |                                                    |

## Kultur und Sehenswürdigkeiten

### Bauwerke
In Waterboro wurden mehrere Bauwerke unter Denkmalschutz gestellt und ins National Register of Historic Places aufgenommen.
- James Leavitt House, 2004 unter der Register-Nr. 04001051.[10]
- First Baptist Church, 1988 unter der Register-Nr. 88000886.[11]
- Dennis Johnson Lumber Company Mill, 2007 unter der Register-Nr. 07000409.[12]
- Waterboro Grange, No. 432, 2012 unter der Register-Nr. 12000230.[13]

## Wirtschaft und Infrastruktur

### Verkehr
Der U.S. Highway 202 verläuft in westöstlicher Richtung durch den Süden von Waterboro. Er wird von der Maine State Route 5 gekreuzt.

### Öffentliche Einrichtungen
Es gibt keine medizinischen Einrichtungen in Waterboro. Die nächstgelegenen befinden sich in Sanford und Saco.
In Waterboro befindet sich die Waterboro Public Library in der Main Street.

### Bildung
Waterboro gehört mit Alfred, Limerick, Lyman, Newfield und Shapleigh zum RSU 57.
Im Schulbezirk stehen folgende Schulen zur Verfügung:
- Alfred Elementary in Alfred, mit Schulklassen von Pre-Kindergarten bis zum 5. Schuljahr
- Line Elementary in West Newfield, mit Schulklassen von Pre-Kindergarten bis zum 5. Schuljahr
- Lyman Elementary in Lyman, mit Schulklassen von Pre-Kindergarten bis zum 5. Schuljahr
- Shapleigh Memorial School in Shapleigh, mit Schulklassen von Pre-Kindergarten bis zum 5. Schuljahr
- Waterboro Elementary School in East Waterboro, mit Schulklassen von Pre-Kindergarten bis zum 5. Schuljahr
- Massabesic Middle School in East Waterboro, mit Schulklassen vom 6. bis 8. Schuljahr
- Massabesic High School in Waterboro, mit Schulklassen vom 9. bis 12. Schuljahr

## Persönlichkeiten

### Söhne und Töchter der Stadt
- Amos L. Allen (1837–1911), Politiker
- James A. Roberts (1847–1922), Politiker